# 神原陽一
神原 陽一（かみはら よういち Yoichi Kamihara YK）は、日本の物理学者・材料科学者。学位は、工学博士（2005年）。慶應義塾大学理工学部教授。
2008年（平成20年）に、鉄系超伝導体 LaFeAs (O,F) を発見。鉄系高温超伝導体に関する論文がトムソン・ロイターから世界での最多被引用研究者として選ばれ、細野秀雄と共に発見した「超伝導物質」の論文が、山中伸弥・京都大学教授による「iPS細胞研究に基づく細胞の再プログラミング化」と共に米・『サイエンス』誌の2008年科学10大ニュースに選出された。

## 経歴
- 東京都町田市生まれ。
- 1995年 東京都立町田高等学校卒業。
- 2000年 慶應義塾大学理工学部物理情報工学科卒業。
- 2002年 慶應義塾大学大学院理工学研究科応用物理情報工学専攻修士課程修了。
- 2005年 慶應義塾大学大学院理工学研究科応用物理情報工学専攻博士課程修了。慶應義塾大学より工学博士の学位を取得、学位論文の題は、「CrスピネルおよびMnペロブスカイト関連硫化物の異常磁気物性と相関電子状態 (Unusual magnetic properties and correlated electronic states in Cr-spinel and Mn-perovskite related sulfides)」。
  - 同年4月 科学技術振興機構細野秀雄電子活性プロジェクト研究員。東京工業大学応用セラミックス研究所特別研究員。
- 2008年 科学技術振興機構新規材料による高温超電導基盤技術研究員。
- 2009年 科学技術振興機構研究員。
- 2010年 慶應義塾大学理工学部物理情報工学科専任講師
- 2012年 慶應義塾大学理工学部物理情報工学科准教授
- 2020年 慶應義塾大学理工学部物理情報工学科教授

## 所属学会
- 日本物理学会
- 日本磁気学会
- 日本材料科学会
- 応用物理学会
- 低温工学・超伝導学会

## 受賞歴
- 未踏科学技術協会第13回超伝導科学技術賞（2009年）
- 第3回日本物理学会若手奨励賞（2009年）
- IUMRS-ICA 2008 The Young Researcher Award（2008年）

## その他
- 自分のことを「草の近くにいる昆虫のつもり」という昆虫系男子。「人と同じことをやったら負ける自信がある」、「イケてないのが心地よい人もいるでしょ」などと独自の世界観を築き、マンガでも熱い正統派の少年マンガよりもマニアックな不条理ギャグが好きである。
- 発見した鉄系超伝導 体LaFeAs (O,F) は、「とりあえず冷やそうか」と冷やしたのが始まり[3]。
- 漫画が好きであり、公私の悩みが多いときに銀魂を読んでリラックスしている。長谷川泰三がお気に入り[4]。
- 学術論文検索データベース「Web of Science」をラーメン屋の検索になぞらえて紹介するwebビデオ「Web of Ramen」（リバネスとトムソン・ロイターがコラボ）に鬼越トマホーク（お笑い芸人）と出演した。鉄系ラーメンの店主役で出演した。

## 出演作品
Web of Ramen（鉄系ラーメンの店主役）
- 第１話　ラーメンでわかる論文検索『Web of Ramen　出会い編 』
- 第２話　ラーメンでわかる研究トレンド　『Web of Ramen　弟子入り編 』
- 第３話　ラーメンでわかる文献管理　『Web of Ramen　修行編』